# Pont de Chatou
Ne doit pas être confondu avec le pont ferroviaire de Chatou.
Le pont de Chatou est un ouvrage d'art qui permet à une voie routière de franchir la Seine entre Rueil-Malmaison et Chatou dans le département des Yvelines, en région Île-de-France.
L'ouvrage actuel, datant de 1966, est le dernier d'une lignée de ponts qui se sont succédé, depuis 1626, au rythme des destructions dues à l'usure du temps et aux crues et glaces de la Seine mais aussi, et principalement, aux épisodes guerriers, notamment : la Fronde, la période napoléonienne des Cent-Jours, la Guerre franco-allemande de 1870 et la Seconde Guerre mondiale.

## Situation

### Pont actuel
Le pont de Chatou, ouvert en 1966, est un ouvrage d'art, long de 314,53 m, qui permet à la route départementale 186 de franchir en deux fois deux voies, la Seine, qui dispose sur ce site de deux bras séparés par l'Île des Impressionnistes, entre Rueil-Malmaison et Chatou, dans le département des Yvelines.

### Ponts historiques
De 1626 à 1966, des ponts se sont succédé sur un emplacement situé à environ 175 m en amont, ils étaient traversés par la route royale entre Paris et le château de Saint-Germain-en-Laye.

## Historique

### Bac
Au Moyen Âge, les territoires de Croissy-sur-Seine et de Chatou appartiennent à des abbayes, dont celle où résident les religieuses de l'abbaye de Malnoue à Émerainville en Seine-et-Marne qui, dès 1246, possèdent notamment « tous les droits sur la grande île de Chatou, ce qui leur donne le contrôle et l'exploitation du franchissement du fleuve ». Elles gèrent le bac qui est alors le seul moyen pour traverser la Seine et permet également d'écouler la production des vignobles qui, à cette époque, prospèrent à Croissy et Chatou. Ce monopole va entrainer de nombreux conflits entre l'abbaye et ses voisins,. Vers 1300, les droits d'imposition et de haute et basse-justice ne sont plus exercés par les abbés mais par les seigneurs laïcs ; un conseiller du roi, Gilles Mallet (ou Malet), devient seigneur de Chatou. Lors de la guerre de Cent Ans, la boucle de la Seine subit le passage des troupes à tel point qu'en 1470 il ne reste plus que 30 habitants à Chatou et deux à Croissy.
Cent ans plus tard, le 22 juillet 1577, les religieuses de Malnoue vendent l'ensemble de leurs biens et droits à Chatou, dont les droits sur le port et le bac, à Thomas le Pileur, seigneur de Chatou,, contre une rente annuelle de 350 livres tournois plus 70 livres tournois pour les besoins de l'abbaye.
Pour faciliter les déplacements entre Paris et les propriétés royales, les descendants de Thomas le Pileur, sa fille et ses fils, sont autorisés, par un arrêt du Conseil d'État du 27 septembre 1625, à construire un pont pour remplacer le bac en 1625,.

### Ponts en bois

#### Premier type (1626)
L'emplacement de ce premier pont est âprement débattu par la population et les « bourgeois de Paris en villégiature ». Le Conseil d'État nomme une commission pour statuer. Après une visite des sites le 24 mai 1626, la commission décide que cet ouvrage doit être construit sur le même site que le bac, du fait du passage de la voie routière par le centre de Chatou. Le pont est construit en bois, cette même année 1626 ; il comprend le « Petit pont » de Rueil à l'île et le « Grand pont » de l'île à Chatou. Pour utiliser le pont, il faut s'acquitter d'un droit de péage.
Lors de la Fronde, le 25 avril 1652, Chatou est pillé et le pont est incendié. Il est rapidement remis en état, notamment pour faciliter les voyages de Louis XIV et sa Cour, allant de Paris au château de Saint-Germain-en-Laye. En 1709, ce sont les glaces d'un hiver particulièrement rigoureux qui rendent le pont impraticable, nécessitant d'importantes réparations.

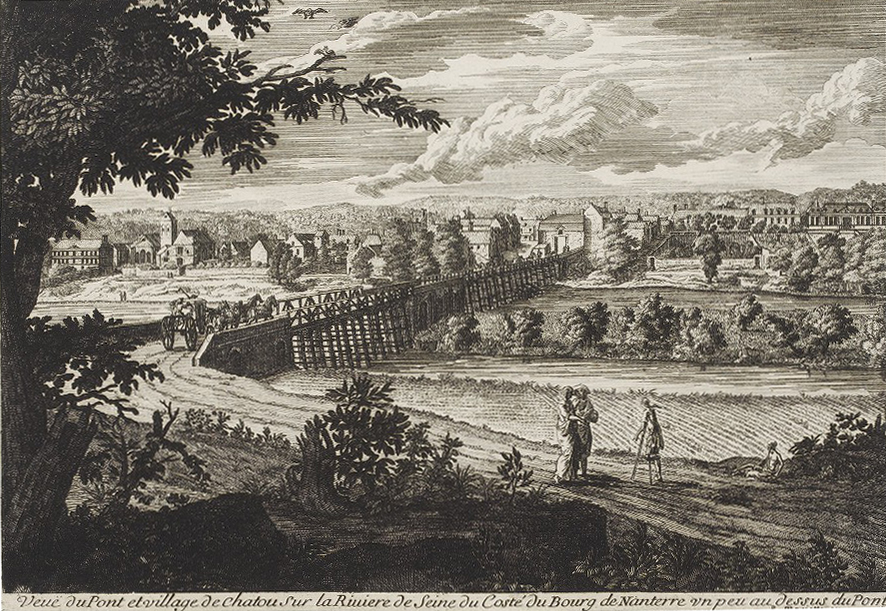
Pont en bois de Chatou, du premier type, vers 1753, par Pierre-Jean Mariette (1674-1794).

Le pont est cédé, en 1723, à Louis XV, moyennant une rente annuelle,. Pour cette cession, une estimation de la valeur du pont est faite par le frère François Romain, architecte mandaté par le Conseil d'État. Il constate que le pont est constitué de deux parties et d'un passage sur une île. La première partie comporte huit travées pour 41,5 toises, le passage sur l'île comporte trois arches en maçonnerie pour une longueur de 35,5 toises et la seconde partie du pont compte quinze travées pour une longueur de 73,5 toises. Le pont est en bon état et nécessite seulement quelques petites réparations dans la charpente. Il estime qu'il faut prévoir quinze cent livres par an pour son entretien, non compris les deux culées du petit pont, côté Paris et sur l'île, et les deux culées du grand pont, sur l'île et sur Chatou, ainsi que les arches en maçonnerie de l'île, ces éléments étant déjà à la charge du Roi et gérés par les Ponts et chaussées.

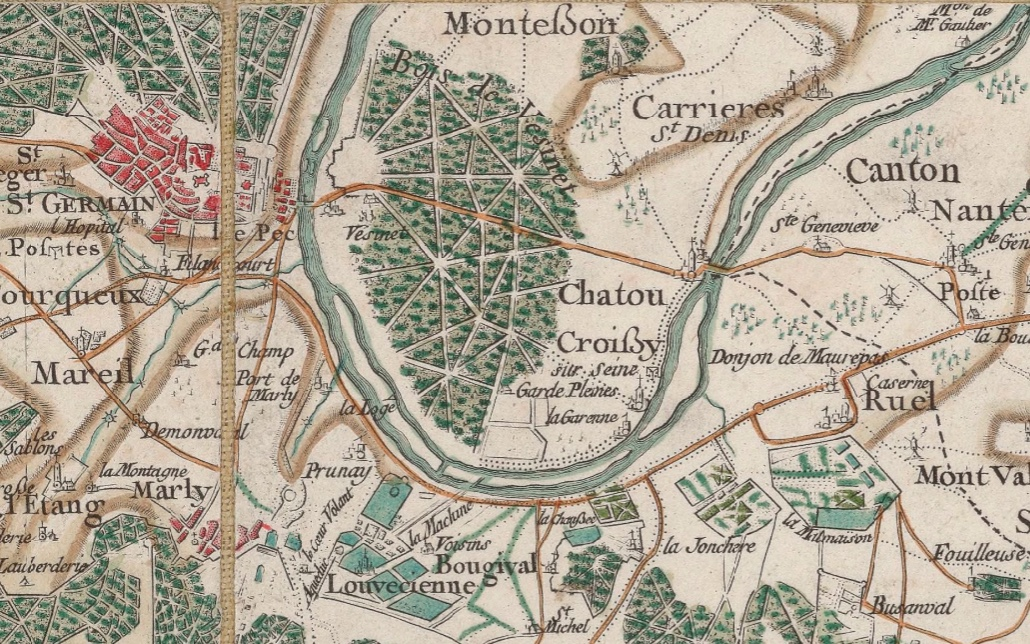
Extrait de la carte de Cassini de 1756, avec le pont et la route royale.

Le pont est situé « dans l'axe de la rue du Port » ; il est étroit et long puisqu'il permet le franchissement des deux bras de la Seine. De 1770 à 1790, la commune payait 7 livres et 10 sous pour péage du pont. Lors de la Révolution, le péage du pont est supprimé par un décret du 15 mars 1790 du fait que les ponts sont maintenant entrés dans le domaine national.
En 1815, le grand pont est détruit par le feu, à l'initiative du maréchal Davout, pour arrêter l'avancée des troupes ennemies. Le 28 juin 1815, le général Beker se rend à Chatou accompagné d'un détachement de dragons et fantassins d'infanterie de la Garde impériale avec ordre d'incendier le pont de Chatou afin d'arrêter la marche des troupes alliées. L'embrasement dura deux jours. Le 30 juin, les pontonniers prussiens établirent un pont en planches. Mais ce pont n'ayant pas été prêt assez tôt, les colonnes prussiennes du maréchal Blucher traversèrent le territoire et se rendirent au pont du Pecq qui fut attaqué et pris. Un bac est mis en service, par l'ingénieur d'Astier de la Vigerie, pour suppléer le pont détruit jusqu'à sa reconstruction,.

#### Second type provisoire (1818)

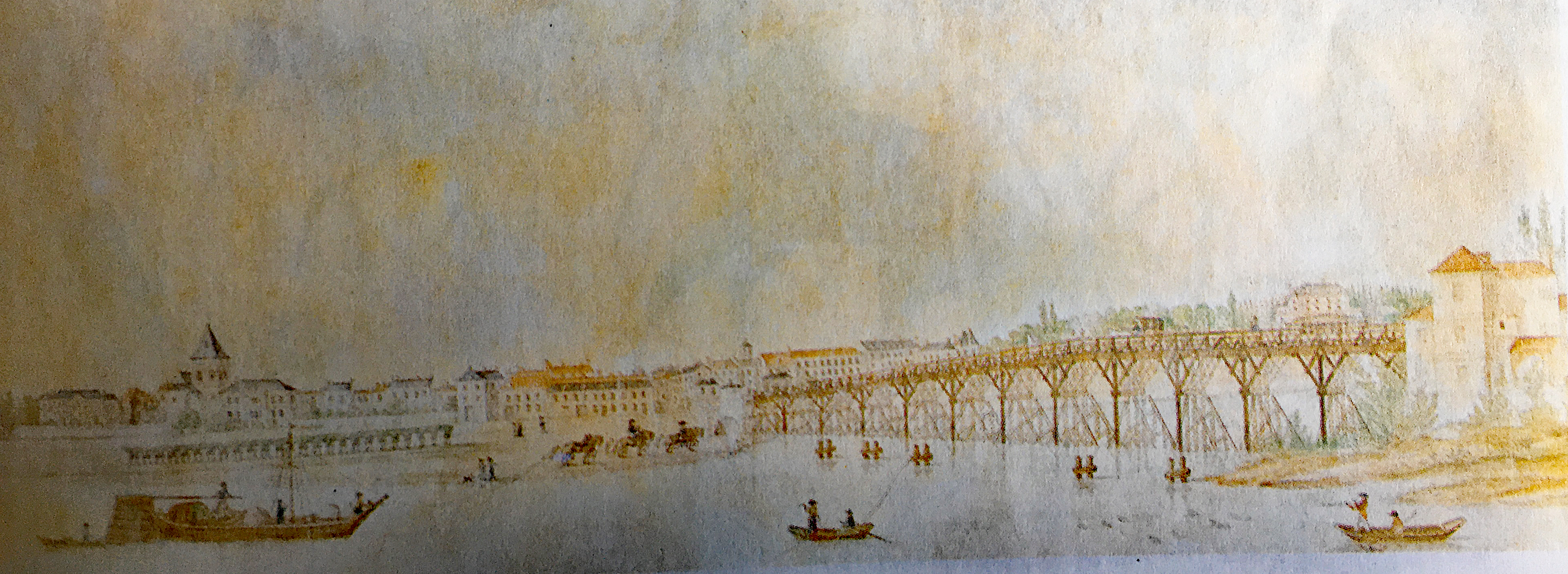
Dessin des ponts provisoires en bois (1820, auteur inconnu - mairie de Chatou).

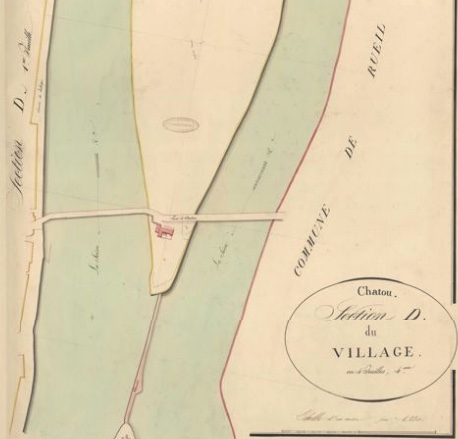
Détail plan du cadastre napoléonien de la commune de Chatou en 1820.

La reconstruction provisoire des deux ponts a lieu en 1817-1818. Le choix se porte sur des ponts en bois, en charpente sur palées. Ils sont légèrement déplacés et présentent un type de charpente différent de celui des ponts d'origine. Celle du grand pont est adjugée à Liebault et Guyard. Elle est complétée par une concession de péage de neuf ans et trois mois. Le pont, baptisé « Pont Madame » est inauguré par la duchesse d'Angoulême le 27 septembre 1818,.
En 1825, les habitants se plaignent officiellement du droit de péage. En 1831, le maintien en état de l'ouvrage continuant à poser problème, un projet prévoit sa reconstruction avec des piles en maçonnerie dans la Seine. Mais en 1832, la ville est touchée par l'épidémie de choléra. Néanmoins, cette même année, des protestations vigoureuses s'élèvent de nouveau contre le péage. Ce pont a couté 60 000 francs et le péage rapporte de 30 000 à 36 000 francs de revenus annuels au propriétaire. C'est seulement en 1834 que le maire Camille Perier « réussit à faire abolir le droit de péage ».

### Ponts en arc avec piles en maçonnerie

#### Ponts avec arcs en charpente (1836 et 1838)
Le chantier de reconstruction débute par le petit « pont biais », situé sur la rive gauche (bras navigable de la Seine), de 1834 à 1836. Le type retenu est celui d'un pont en arc avec culées et piles en maçonnerie. Les travées sont en charpente ; les fondations sont faites de grillage sur pilotis avec une ceinture en enrochements. Il dispose de trois arches en arc de cercle de 24 m d'ouverture. Sa longueur entre les culées est de 78 m pour une largeur entre les têtes de 8 m. Sa hauteur est de 10,69 m au-dessus de l'étiage. Son coût est de 268 000 fr. Il est mis en service le 15 janvier 1836.
Le deuxième pont, ou grand pont, un « pont droit », est reconstruit, de 1836 à 1838, suivant le même type, mais avec des mensurations supérieures. Il dispose de cinq arches en arc de cercle de 22 m d'ouverture. Sa longueur entre les culées est de 100 m pour une largeur entre les têtes de 8 m. Sa hauteur est de 10,78 m au-dessus de l'étiage. Son coût est de 351 000 fr. Durant la construction de ce dernier, la culée située sur l'île commença à se tasser ; ce n'est qu'après avoir stabilisé le tassement à 21 cm, « avec une charge d'épreuve de 200 tonnes », qu'il fut possible de poser les arcs en charpente. Il est mis en service le 25 novembre 1838.

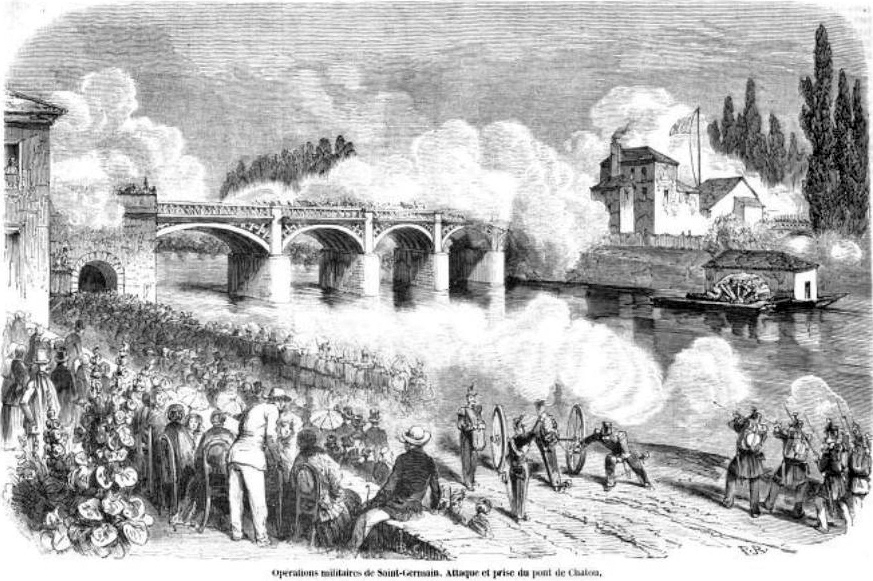
La prise du grand pont lors des grandes manœuvres militaires de 1852.

De grandes manœuvres militaires se déroulent du 9 au 10 septembre 1852 sur les territoires de Chatou et Saint-Germain. Le maréchal Magnan en a prévu le scénario : une armée ennemie ayant débarqué en Normandie a conquis Saint-Germain. Les troupes françaises cantonnées au camp de Satory, à Versailles, doivent vaincre et chasser l'envahisseur. Le pont de Chatou, tenu par l'ennemi, est le premier objectif de l'armée française qui arrive par la route venant de Paris. Aussitôt la brigade d'Alphonse, avec sa batterie d'artillerie, sort de Rueil, suit le chemin qui conduit de ce village à Chatou, passe sous le chemin de fer, et va s'établir devant le pont, qu'elle fait battre par son artillerie. Les brigades Carbuccia et Répond, avec la batterie qui les accompagnent, suivent afin d'appuyer le mouvement de la brigade d'Alphonse. Réunies, ces trois brigades enlèvent le pont de Chatou énergiquement défendu par les troupes ennemies, échelonnées entre Chatou et Saint-Germain. Les troupes du pont, placées en avant, résistent quelques instants, protégées par leur artillerie, et s'opposent, par des feux nourris, au mouvement de la brigade d'Alphonse. Cependant, forcé de céder, l'ennemi passe le pont, qu'il s'efforce de défendre. Mais les feux croisés de l'artillerie française et les deux pièces qui sont dans l'enfilade des deux ponts portent le désordre dans ses rangs. À ce moment-là, un régiment est porté en avant ; il enlève le pont. Le journal est impressionné par le nombre de Parisiens qui ont quitté leur ville pour suivre les péripéties de ces deux journées. Le dessin ci-contre montre les spectateurs, au plus près du combat.
Le bois étant un matériau sensible à l'humidité, il faut dès 1860 remplacer le tablier qui est pourri. Lors de ce chantier d'autres problèmes apparaissent, notamment la détérioration de la charpente des arcs au point de devoir renforcer l'un de ceux-ci.

#### Destructions dues à la guerre de 1870
Lors de la Guerre franco-allemande de 1870, les nouvelles du 1er septembre 1870, sur la défaite de Sedan, sèment le trouble dans la population, notamment chez les familles en villégiature dont certaines décident de rentrer plus rapidement à Paris. La Troisième République est proclamée le 4 septembre et l'ordre de détruire tous les ponts sur la Seine est donné par le préfet, le lendemain. Les deux ponts sont coupés le 19 septembre par l'incendie des arches en bois ; les trois arches du petit pont biais sont détruites ainsi que les deux premières du grand pont.

En 1870, les ponts détruits et le bac
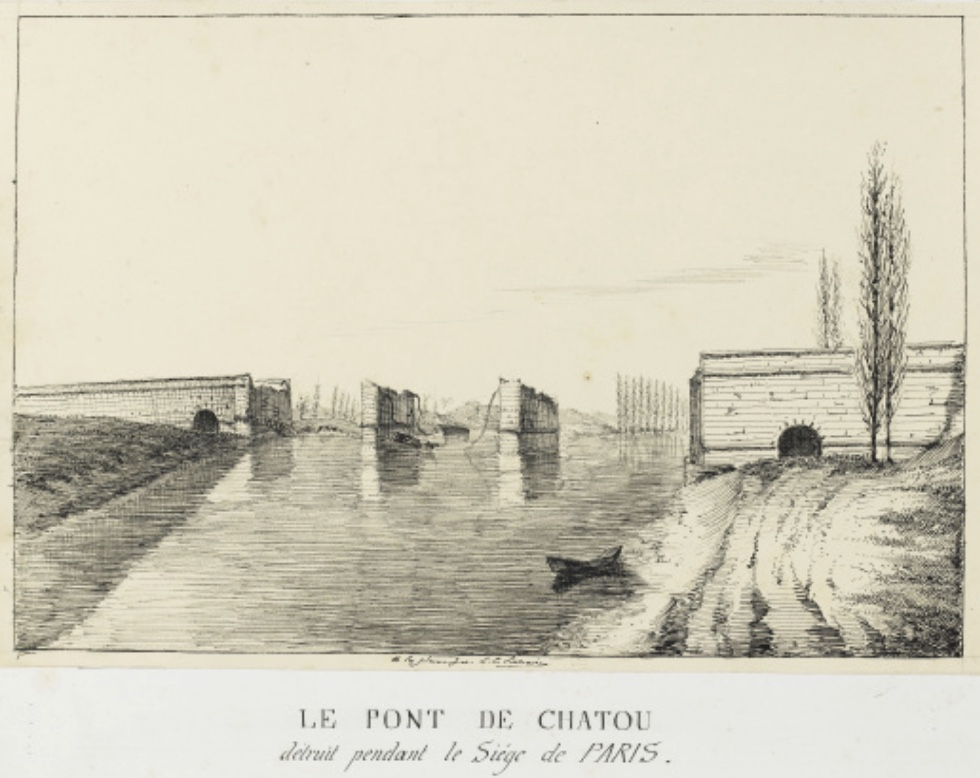
Petit pont, par Lahaire.
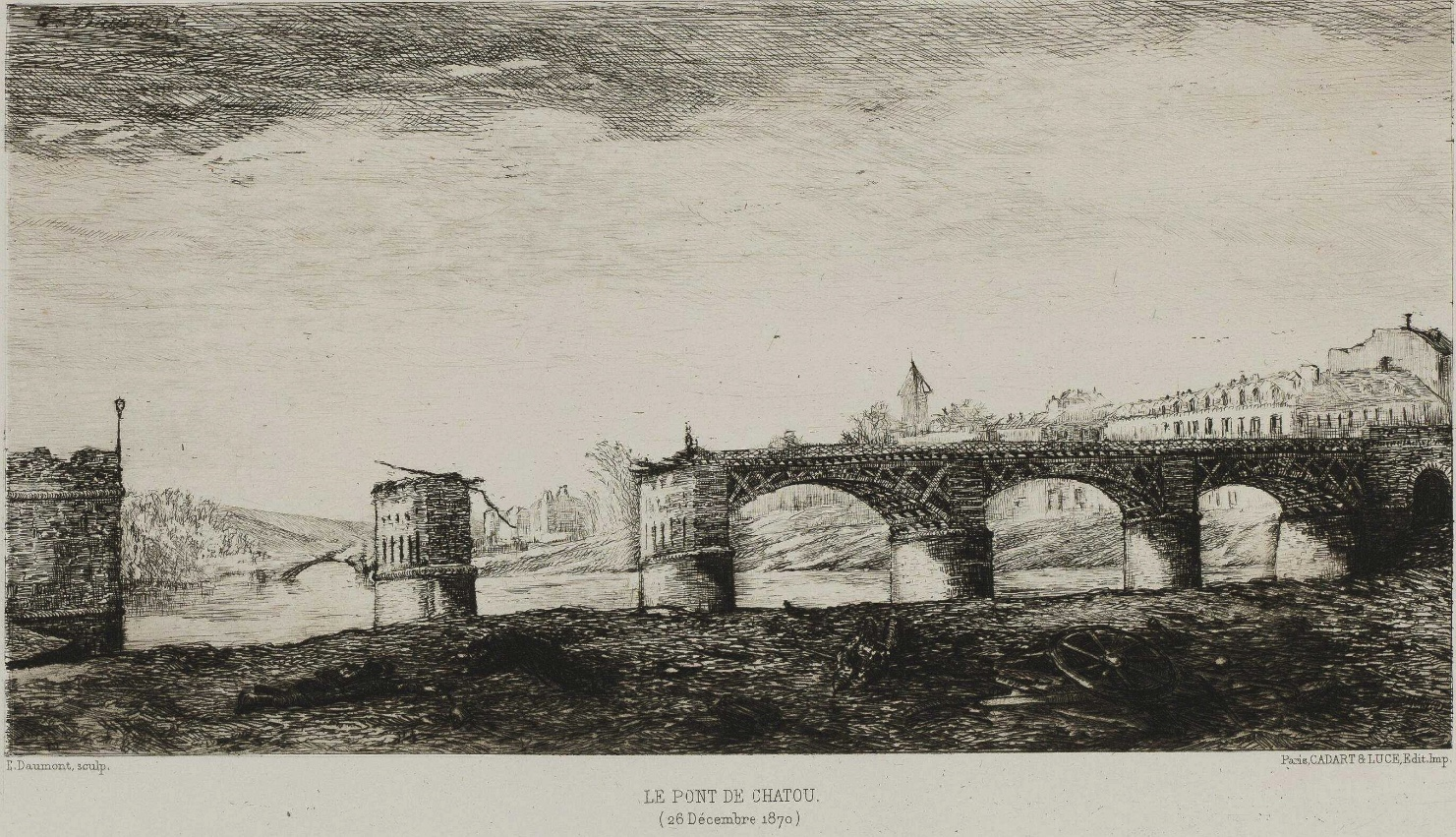
Grand pont, par Dumont.
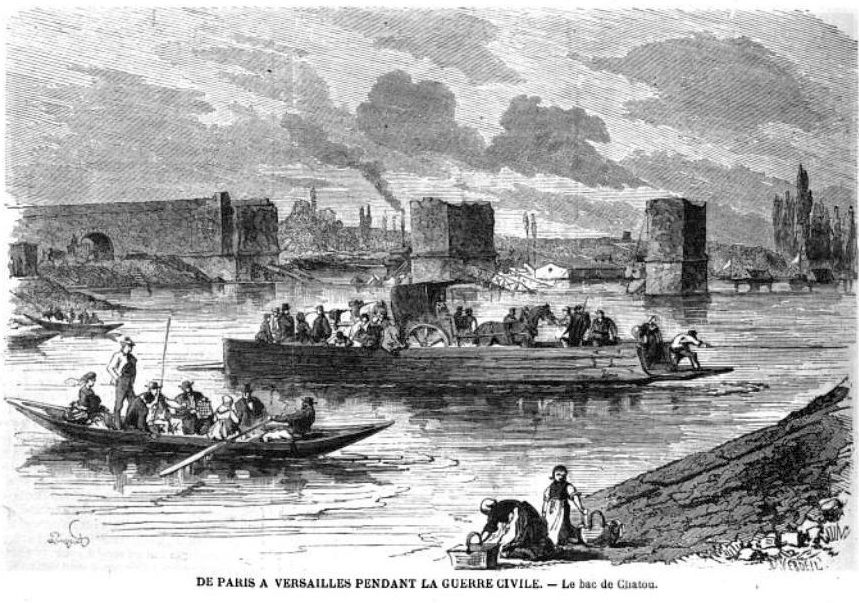
Bac provisoire, par Paget.

#### Ponts provisoires (1871)
Au début de l'année 1871, le service des ponts et chaussées charge l'ingénieur ordinaire Demouy d'étudier la meilleure solution pour la réouverture des ponts. Il présente son rapport le 3 avril. Il argumente sur l'urgence d'une réouverture du fait de l'importance de la circulation, avant leurs destructions. Il propose une reconstruction provisoire économique, pour un montant de 40 643,79 fr, et rapide car une construction pérenne de qualité avec arches métalliques demande un délai trop long. Son projet prévoit que les deux ponts ne disposent que d'une largeur de 2,50 m entre les trottoirs, permettant le passage d'un seul véhicule. Le croisement s'effectue sur l'ouvrage d'origine en maçonnerie qui, long de 72 m et reposant sur l'île, relie les deux ponts. Pour la construction le choix se porte sur deux entrepreneurs charpentiers locaux, Laubeuf et Gosselin. Pour limiter la charge des transports, la traversée est autorisée uniquement aux voitures attelées de trois chevaux et moins, par un arrêté de police du 5 juillet 1871. Le chantier est mené rapidement, la mise en service des deux ponts ayant lieu en fin d'après-midi le 5 juillet 1871.
La fréquentation du pont pose rapidement problème. En effet, les voituriers contournent la réglementation qui était prévue pour limiter le poids des véhicules attelés à 9 000 kg. L'ingénieur Demouy détaille, dans un rapport du 7 août, les techniques utilisées pour passer outre à la réglementation, comme l'utilisation de routes en pente pour atteindre le pont et, ou, l'ajout de chevaux avant et après le pont, ce qui permet le court passage sur le pont avec les trois chevaux réglementaires mais un poids de charge nettement supérieur. Un nouveau décret définit plus précisément la charge des voitures en mettant des limites de poids et de volume en fonction du produit transporté et, également, du nombre de bêtes d'un troupeau pouvant passer en même temps. Cette situation difficilement gérable engendre des risques pour la structure. Le service des ponts et chaussées décide d'accélérer l'étude du pont définitif.

#### Ponts avec arcs en fer (1873)

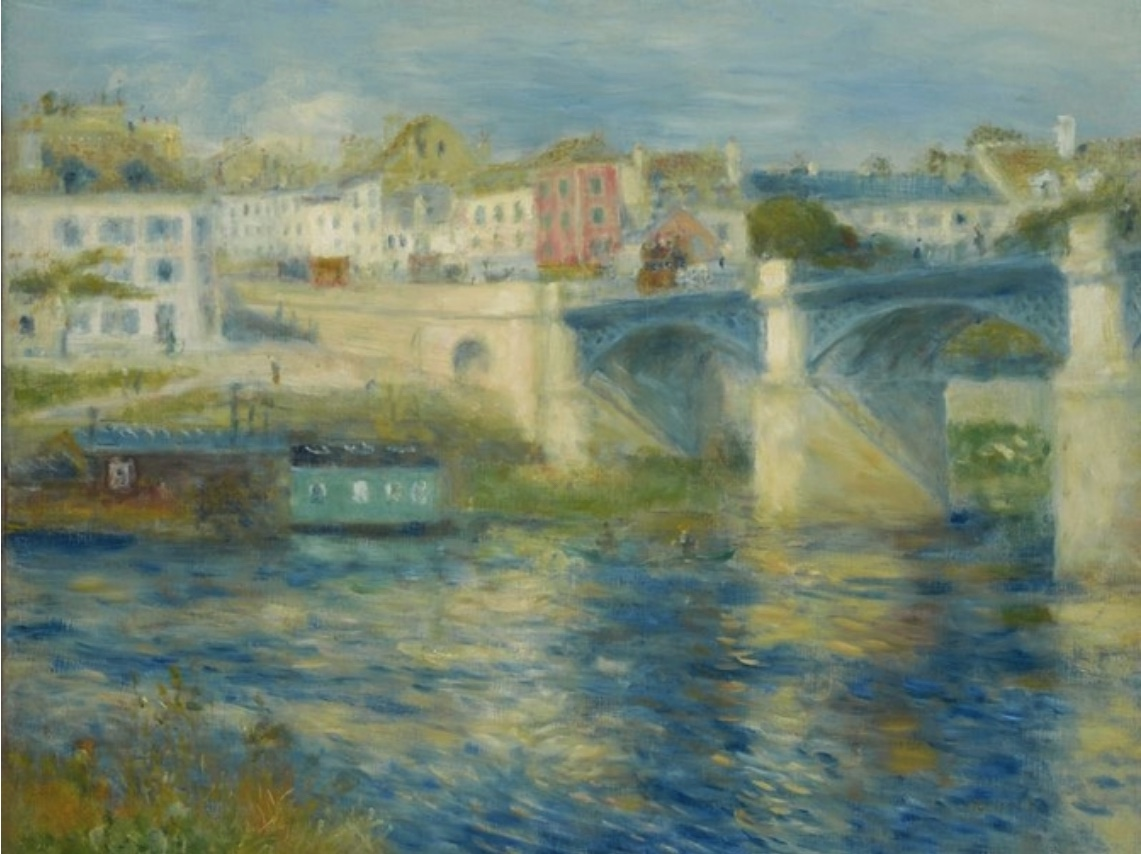
Le Pont de Chatou par Pierre-Auguste Renoir, vers 1875.

Le directeur général des Ponts et chaussées décide, le 4 mai 1872, de donner la préférence au « système des arcs en fer » de préférence au « système des poutres droites en tôles ». Le projet consiste à construire deux ponts de tailles différentes mais aux caractéristiques identiques : ponts à « arches métalliques en treillis de poutrelles » et les « fermes espacées de 2,30 m d'axe en axe » supportent des pièces de pont reliées par des voûtes en brique sur lesquelles est établie une chaussée de 6 m de largeur comprise entre deux trottoirs de 1,50 m. Le petit pont, un pont biais, comporte trois arches de 24 m d'ouverture et une flèche de 2,90 m ; le grand pont, un pont droit, comporte cinq arches de 22 m d'ouverture et une flèche de 2,75 m. Avant le début du chantier de démolition, aux mois d'août et de septembre 1872, des ponts provisoires, ponts flottants faits avec des bateaux, sont installés pour permettre la poursuite des traversées de la Seine. Ils ont comme contrainte d'être fermés, pour le passage des bateaux, environ vingt fois par jour pour une durée de dix à vingt minutes. L'adjudication au rabais sur soumissions cachetées, a lieu le 11 juin 1872, pour la reconstruction du pont de Chatou estimée à 489 896,09 fr. Ce montant ne comprend pas les sommes à valoir pour dépenses imprévues. L'entrepreneur Joret et Cie remporte le marché en ayant proposé un rabais de 4 %.
Pendant l'hiver 1872-1873, une suite de crues de la Seine complique le travail et impose trois mois d'arrêt au chantier, qui prend un retard provocant des protestations des habitants. D'autres problèmes se cumulent : les entrepreneurs, également mis en difficultés par les crues, découvrent qu'il faut reprendre les fondations des anciennes culées et réclament une indemnité de 18 088,4 fr, l'administration leur accorde seulement 2 200 fr le 1er juillet ; en août de cette même année 1873, le personnel des ponts et chaussées découvre un détournement de chaux par des ouvriers qui provoque un important défaut d'étanchéité d'un batardeau, nécessitant la location d'une pompe à vapeur pour assécher le chantier des fondations. Après avoir passé avec succès les épreuves de chargement, les deux ponts sont mis en service le 23 décembre 1873.

Les deux ponts de Chatou vers 1905
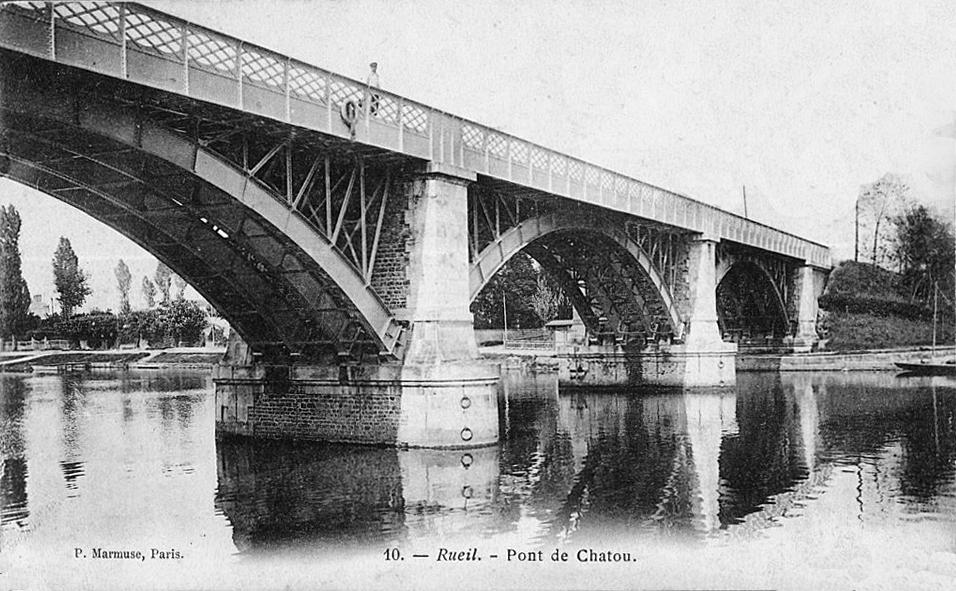
Petit pont.
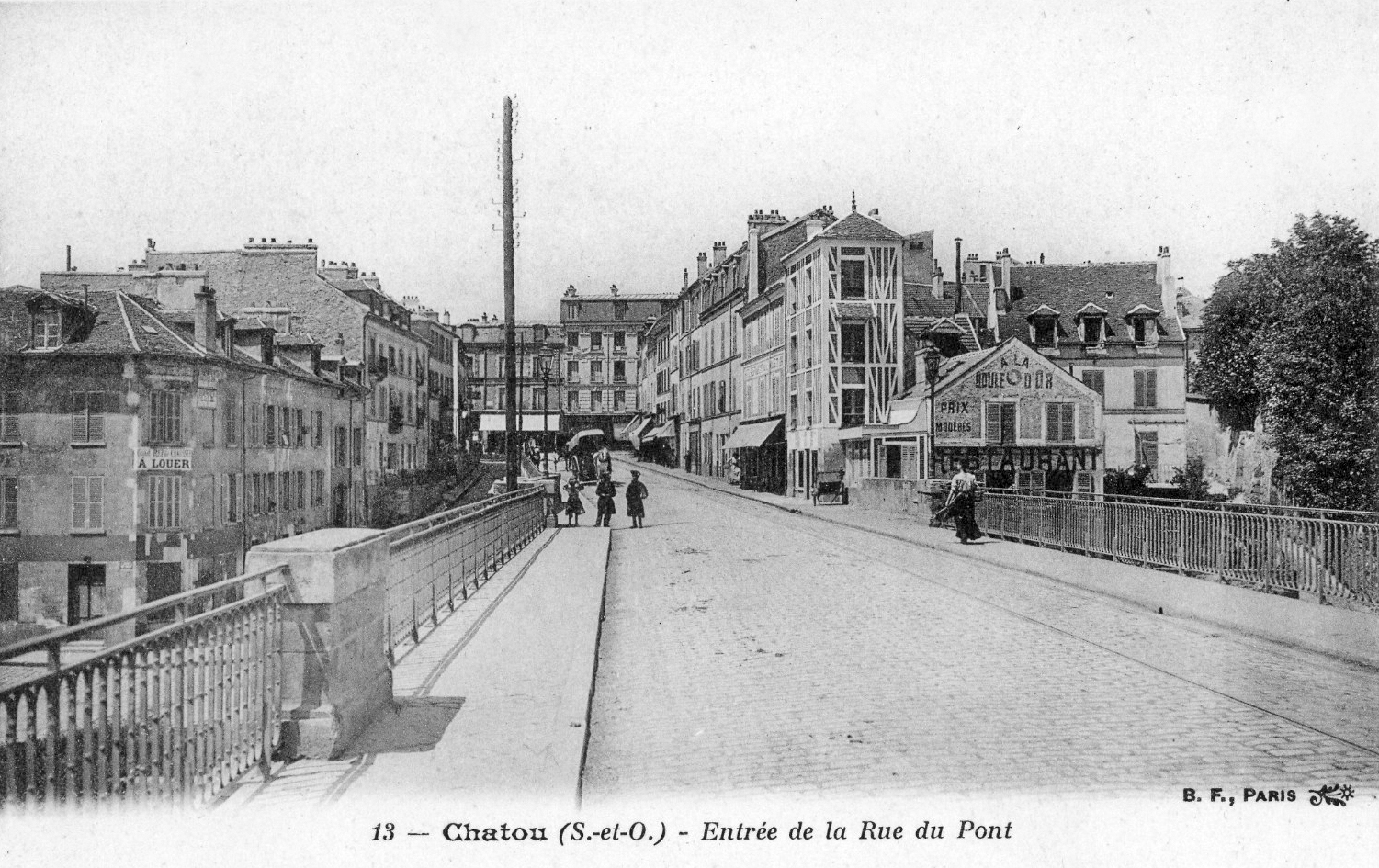
Chaussée du grand pont.
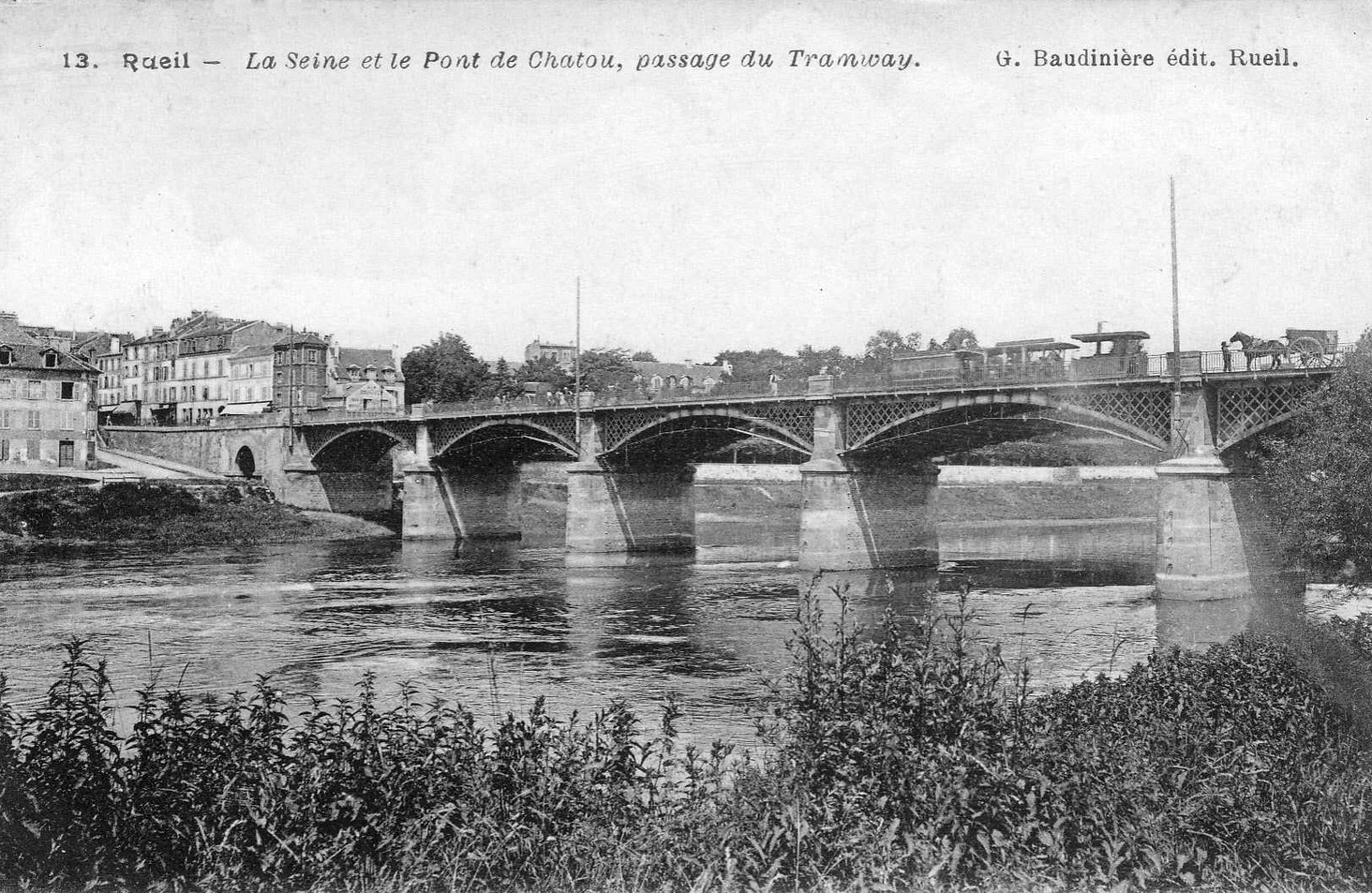
Grand pont et tramway.

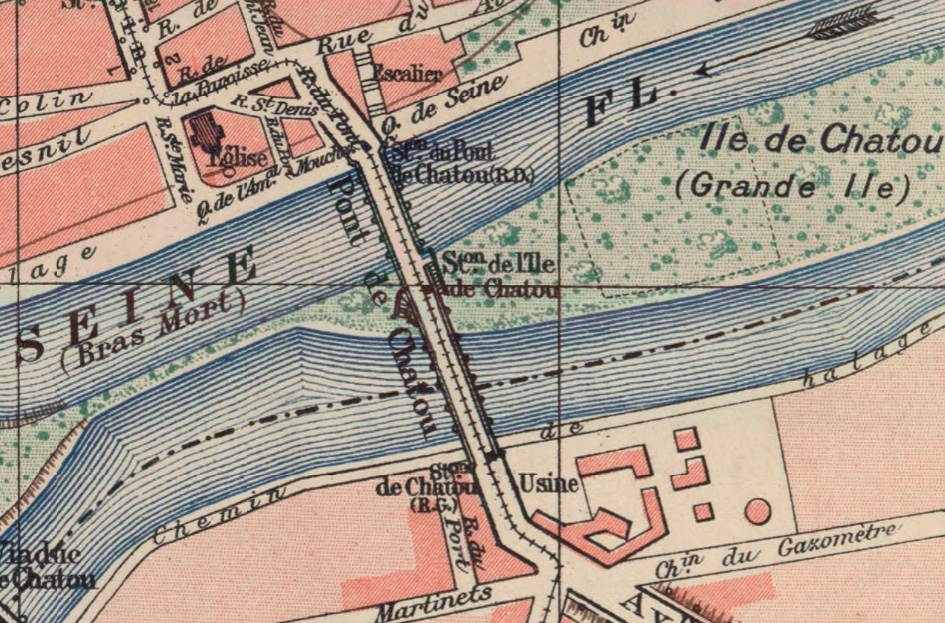
Plan du site avec le pont en 1924.

Au début des années 1930, l'expertise des ponts montre que le vieillissement a été accéléré par le passage des voitures : des boulons et des rivets ont disparu, un nombre important de « pièces métalliques de contreventement sont tordues et les semelles d'appui sur les maçonneries sont rouillées ». Cela a pour conséquence la mise en place de mesures concernant la circulation des véhicules : une vitesse imposée à 20 km/h maximum et la « limitation des charges à six tonnes par essieu ». Néanmoins, ces mesures sont insuffisantes et les ponts sont réparés en 1931. Dès 1936, les ingénieurs du service de la navigation sur la Seine présentent un avant-projet de reconstruction des ponts les 31 août et le 7 octobre. Il comporte un plan signé par l’ingénieur en chef du service. Le 29 mai 1939, sont déclarés d’utilité publique, le chantier d’établissement d’une déviation, la démolition de l’ancien pont et la construction du nouveau dans le prolongement de l’avenue du Maréchal-Foch à Chatou.
Le déclenchement de la Seconde Guerre mondiale enterre momentanément ce projet. Le 13 juin 1940 (ou le 9), l'armée française coupe le passage en dynamitant l'arche centrale du petit pont, pour retarder l'avancée de l'armée allemande. La mairie décide de ne pas avoir recours au bac mais elle fait installer une passerelle provisoire sur l'arche détruite. Ses capacités étant limitées, une affiche apposée à chaque accès indique les restrictions applicables : « La passerelle de Chatou ne peut porter que vingt personnes espacées tous les deux mètres. Au-delà, danger mortel. Le passage des voitures de plus de 500 kilos est interdit aux heures d’affluence. ».

### Pont à poutres multiples (1966)

#### Projet et inauguration

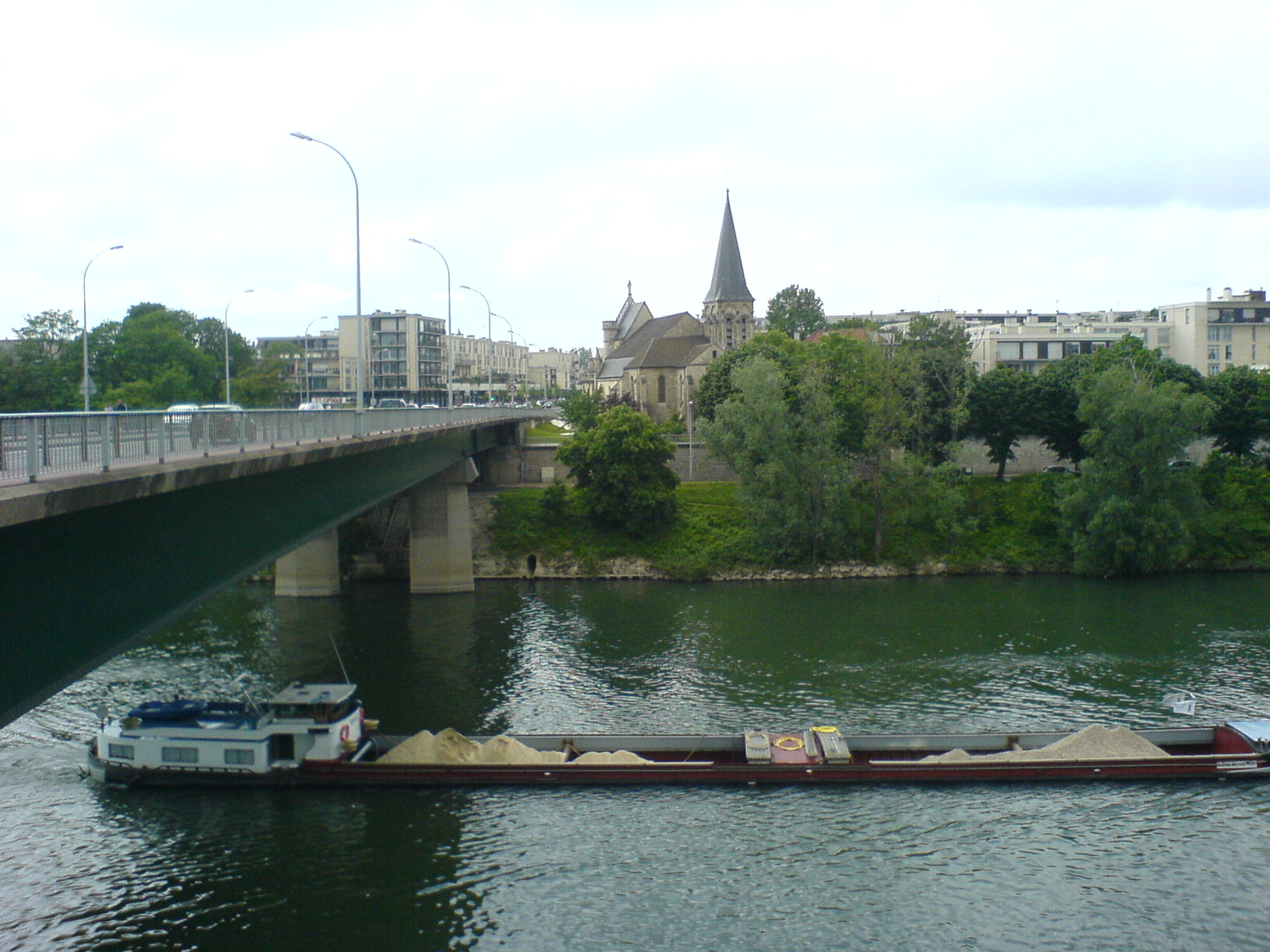
Le pont, l'île et Chatou, en 2018.

Le projet d'un nouveau pont redevient d'actualité lorsque le Commissariat général du Plan, inscrit en 1952, au 2e plan, le projet d'une déviation de la route nationale 190 avec un nouvel ouvrage d'art permettant le franchissement de la Seine à environ 175 m en aval de l'ancien pont. Le service de l'époque, devenu depuis le Service d'études sur les transports, les routes et leurs aménagements (SETRA), présente un avant-projet qui est approuvé par la direction des routes le 21 juillet 1956. En 1962, après la réalisation des formalités nécessaires à l'achat de terrains, éventuellement par expropriation, le dossier d'appel d'offres est constitué et publié. Déclaré infructueux, il débouche sur une procédure de gré à gré avec un consortium, comprenant les entreprises Billiard, Courbot et la Compagnie française d'Entreprises. Le 11 mars 1964, Marc Jacquet, ministre des Travaux publics, officialise le marché de 15 millions de francs. Le chantier de construction du nouveau pont débute en avril 1964, sous la direction de Bernard Hirsch, ingénieur des Ponts et Chaussées ; il se termine en 1966 pour un coût totale de 17 millions de francs. En parallèle sont construites les bretelles de liaison entre la route nationale 186 et le pont de Chatou, élément de la route nationale 190. Le pont est inauguré le 13 juillet 1966 et ouvert le 14 juillet, par Edgard Pisani,. Il est alors le plus long pont de la région parisienne.

#### Caractéristiques

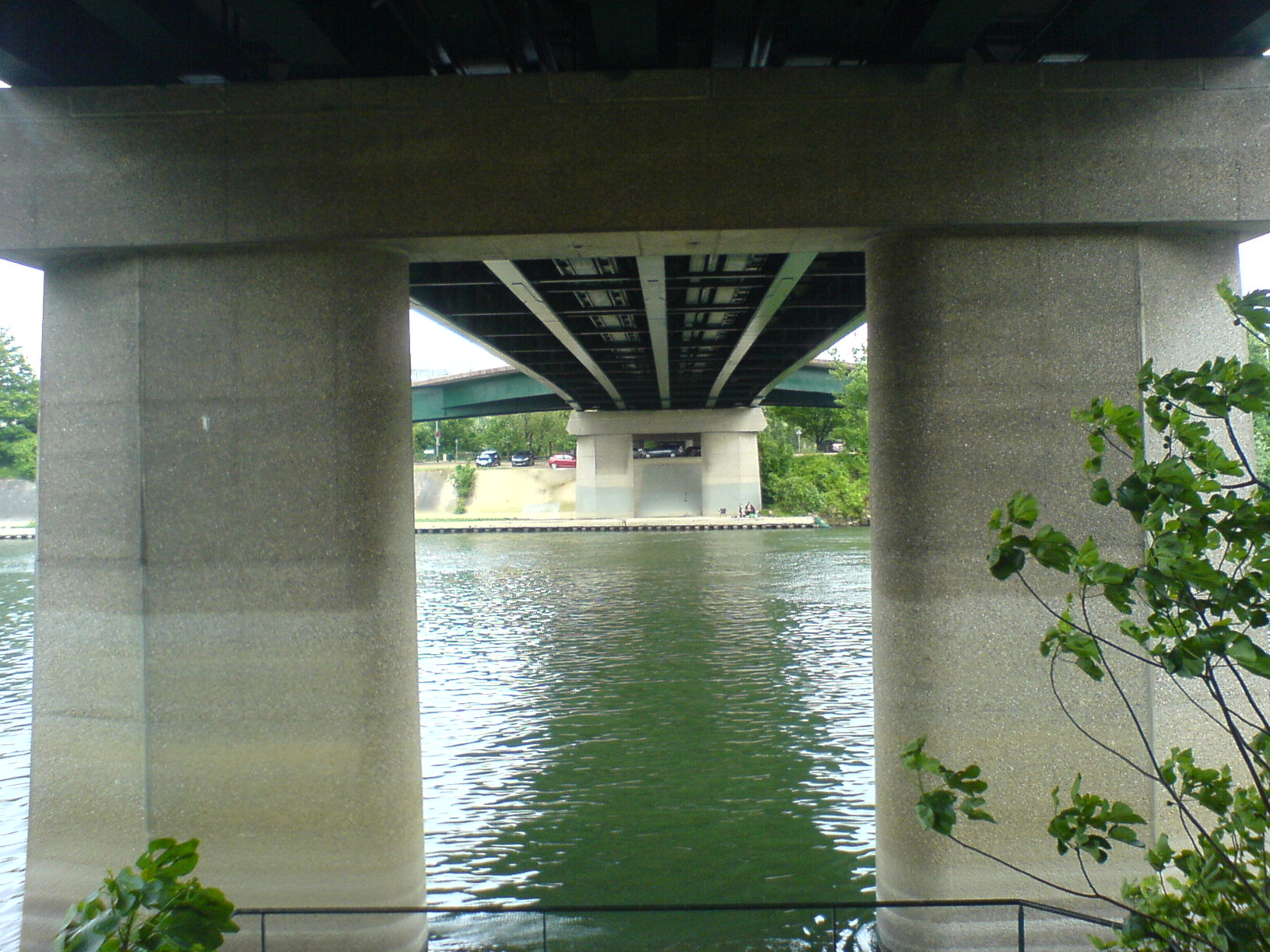
Piles, tablier et en face sa situation sur l'île.

Le pont routier permet alors à la route nationale 190 de franchir deux bras de la Seine et l'île de Chatou (ou île des Impressionnistes), qu'il dessert. Il présente la forme d'une croix. La branche principale, longue de 314,53 m, débute sur la berge de Rueil-Malmaison et se termine sur celle de Chatou tandis que la branche secondaire, longue de 133,6 m, est établie en croix par rapport à la branche principale ; elle dessert l'île avec deux accès routiers. Il est situé à une centaine de mètres de l'emplacement de l'ancien pont, « dans l'alignement de l'actuelle avenue du Maréchal-Foch »,,.

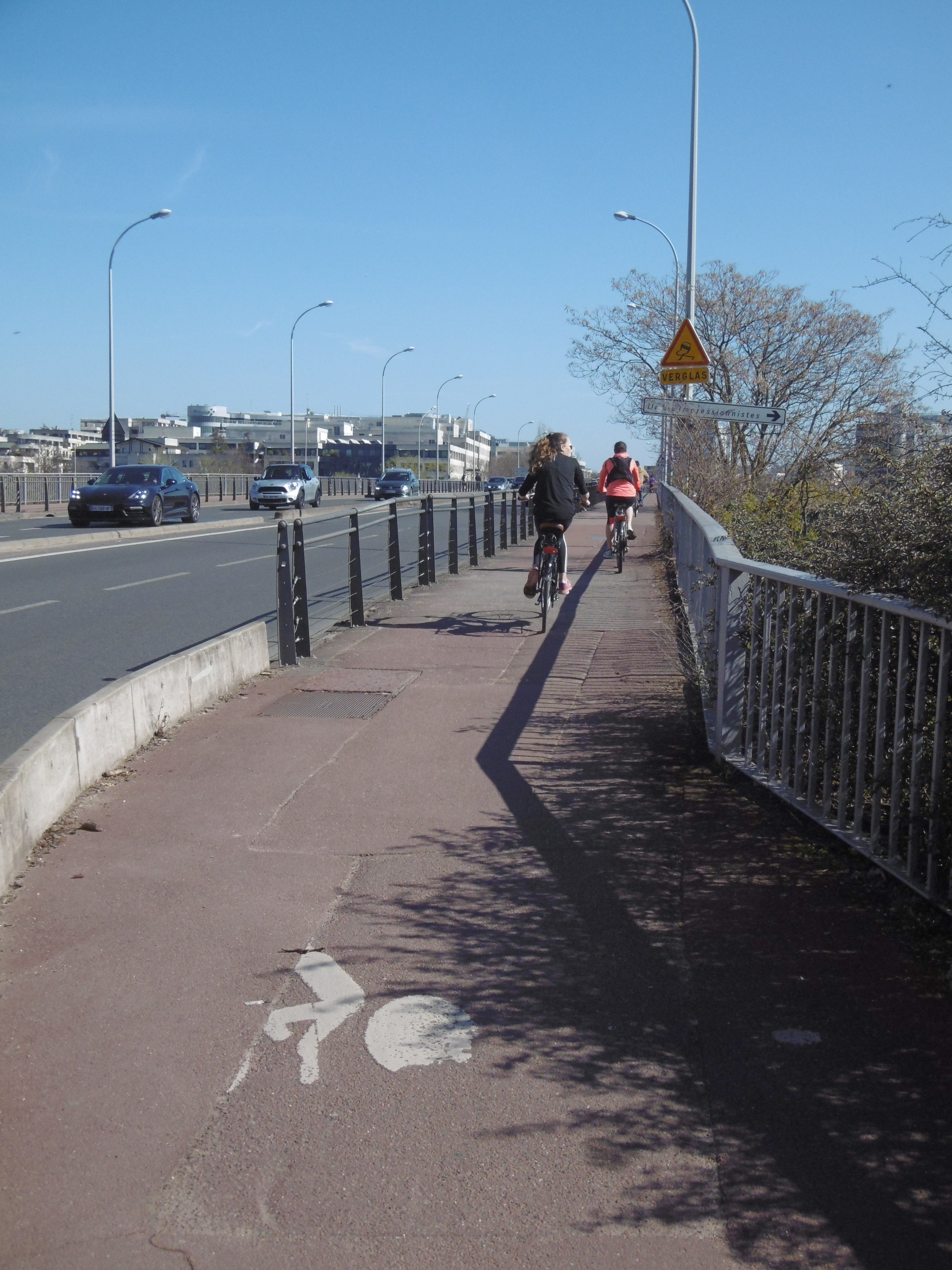
Voies et piste cyclable sur un trottoir, en 2021.

L'ouvrage est un « pont à poutres multiples sous chaussée à âmes pleines en acier A 52 S ». C'est un pont important dans la série des ponts soudés en France, du fait de l'utilisation de 2 149 t d'aciers laminés. Sa longueur totale est de 314,53 m. Il est composé de « trois travées continues », longues de 94 m, franchit le bras rive gauche, 48,50 m, situé sur l'ile, et 97,5 m, franchit le bras rive droite avec « deux travées cantilever » de 33,45 m et 41,18 m. Il dispose d'une seule pile dans la Seine, les autres étant situées sur les bordures des berges. Cette disposition, offre un large dégagement qui facilite la navigation sur le fleuve. La hauteur du dessous du pont est de 7 m au-dessus des plus hautes eaux navigables. La branche secondaire, en croix par rapport à la branche principale, permet la desserte de l'île,.
La culée de la rive gauche, côté Rueil, est « fondée sur des pieux en béton ». Le tablier est « composé de cinq poutres en acier soudé, de 2,5 m à 4,30 m de hauteur, qui supportent 780 dalles de 3 x 2 m en béton armé ». Sa largeur totale de 20 m comprend une chaussée de 14 m avec deux voies de circulation dans chaque sens et, de chaque côté, un trottoir en encorbellement large de 3 m. La culée de la rive droite, côté Chatou, est « constituée par un mur de front sur semelle »,.

#### Fréquentation
Lors d'un comptage effectué en juin 2018 au moyen de compteurs à plots, le trafic moyen journalier annuel s'élevait à 45 244 véhicules.

## Le pont vu par des artistes
Auguste Renoir (1841-1919), le pont de Chatou, huile sur toile, vers 1875, Clark Art Institute
Gustave Maincent (1848-1897), ce peintre a représenté le pont sur plusieurs tableaux, notamment : Pont de Chatou, huile sur panneau, 28,5 x 41 cm, non daté, Collection Pierre-François Maincent ; Pont de Chatou, huile sur toile, 28,5 x 46 cm, non daté, Collection particulière ; Promenade estivale sur le pont de Chatou, huile sur toile, 46,5 x 61 cm, non daté, Collection Pierre-François Maincent ; La Seine est prise - Chatou, 1895, huile sur toile, 90 x 51 cm, Acquis au Salon des Artistes Français en 1895, Musée d'Orsay ; le pont de Chatou, un remorqueur. Vue depuis l'île sur Rueil Malmaison, huile sur toile, 46 x 38 cm, non daté, Musée Fournaise, don de l'association des amis de la maison Fournaise.

Le Pont de Chatou par Gustave Maincent
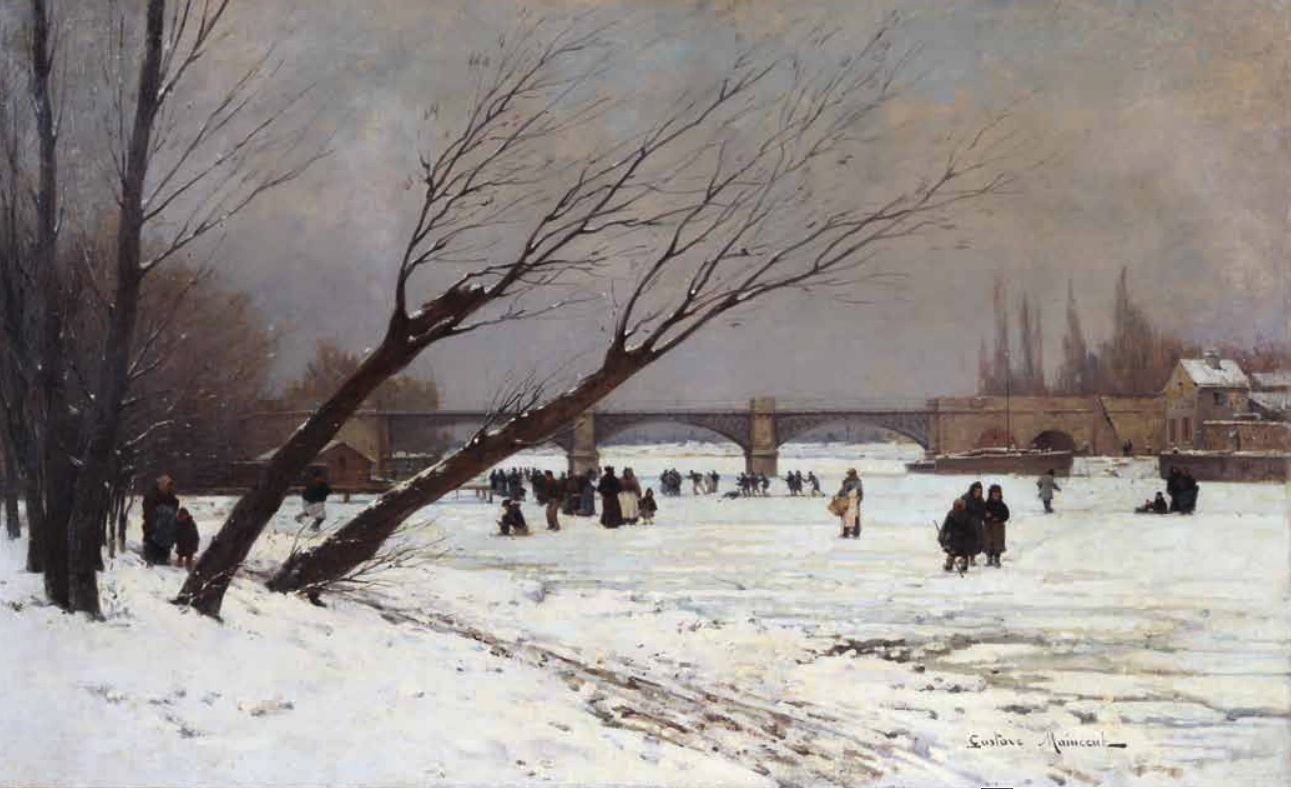
La Seine est prise - Chatou.
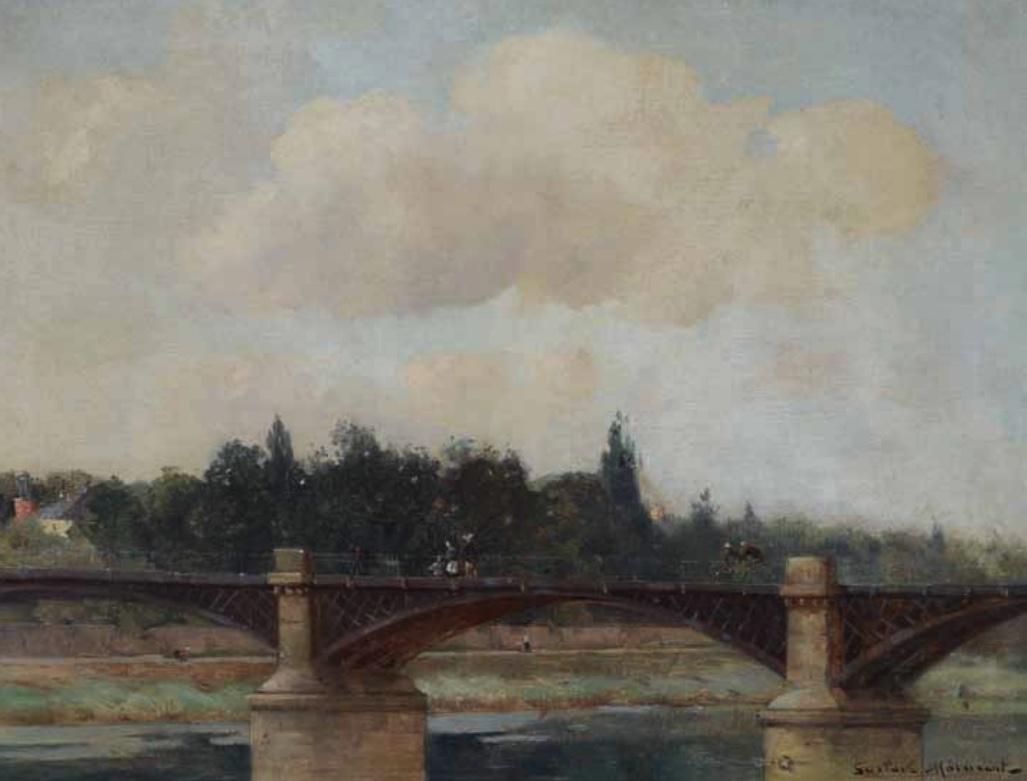
Promenade estivale sur le pont de Chatou.
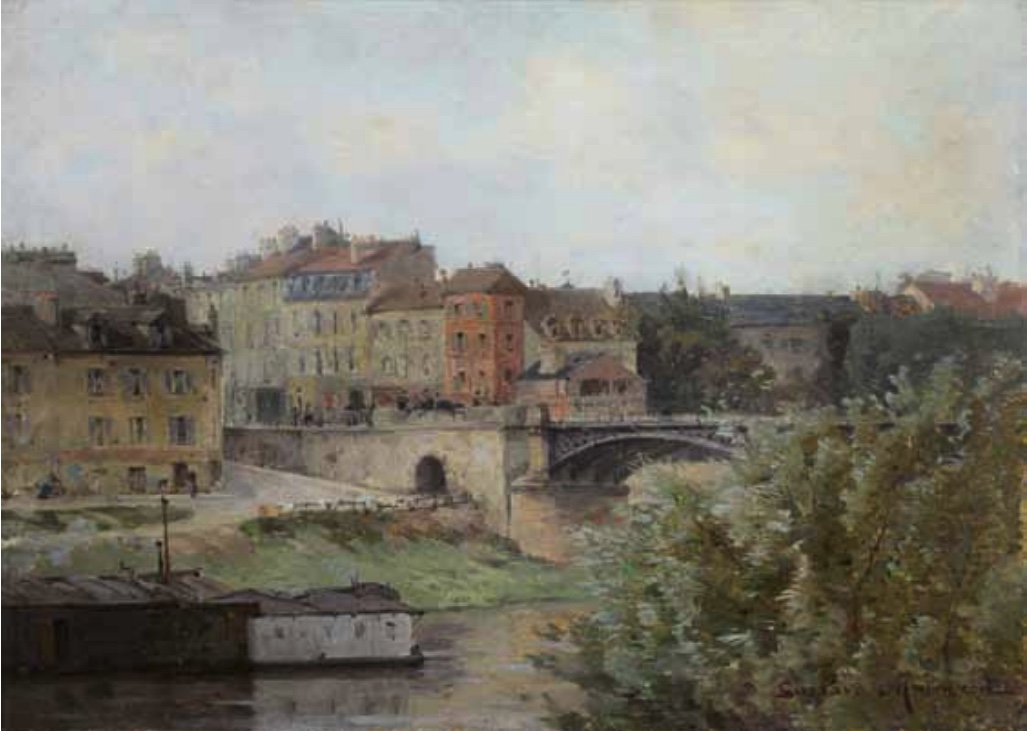
Pont de Chatou.

Albert Lebourg (1849-1928), le pont de Chatou, huile sur toile, 40 x 73,5 cm, 1905, collection privée.
Maurice de Vlaminck (1876-1958) : Le pont de Chatou, 1905, huile sur toile, 50,5 x 65,7 cm, musée des Beaux-Arts de Houston ; La Seine à Chatou, 1905, huile sur toile, 50 x 65 cm, Atheneum Museum of Art. ; Berges de la Seine à Chatou, 1906, huile sur toile, 53 x 65 cm, collection particulière ; Pont de Chatou, 1906, huile sur toile, 54 x 73 cm, Centre Pompidou, legs de Georges Grammont, 1959. En dépôt à l'Annonciade, musée de Saint-Tropez, depuis le 13 mars 1972 ; Le pont de Chatou, 1906-1907, huile sur toile, 68 x 96 cm, musées d'État de Berlin, Alte Nationalgalerie ; Le pont de Chatou, 1907-1908, huile sur carton collé sur bois parqueté, 52,5 x 71 cm, collection particulière.
André Derain (1880-1954), le Pont de Chatou, huile sur toile, 54 x 73 cm, 1910, collectionneur privé.
Albert Laprade (1883-1970), dessine le pont de Chatou, au début des années 1960, peu avant sa démolition et son remplacement par le pont actuel.